# Даніель Хег
Даніель Матіас Хег (дан. Daniel Mathias Høegh, нар. 6 січня 1991, Оденсе, Данія) — данський футболіст, центральний захисник клубу «Раннерс».

## Ігрова кар'єра

### Клубна
Даніель Хег народився у місті Оденсе. Грати у футбол почав у місцевому однойменному клубі. З 2004 року Хег займався у футбольній школі «Оденсе». У листопаді 2010 року він дебютував у першій команді. І вже в першому сезоні разом з клубом став срібним призером чемпіонату Данії.
Влітку 2015 року в якості вільного агента Хег перейшов до швейцарського клубу «Базель». Провів у клубі два сезони і в 2017 підписав дворічний контракт з нідерландським «Геренвеном».
Восени 2020 року Даніель Хег повернувся до Данії, де на правах вільного агента приєднався до клубу «Мідтьюлланн».

### Збірна
26 січня 2013 року у товариському матчі проти команди Канади Даніель Хег зіграв у складі національної збірної Данії.

## Титули і досягнення
- Чемпіон Швейцарії (2):

«Базель»: 2015/16, 2016/17
- Володар Кубка Данії (1):

«Мідтьюлланн»: 2021-22
Особисті
- Команда місяця данської Суперліги: жовтень 2024[7]